# VnExpress
VnExpress는 FPT 그룹이 운영하는 베트남 온라인 신문이다. 신문지를 병행하지 않고, 온라인판만 있는 베트남 최초의 신문이다. VnExpress는 Alexa.com에서 집계하는 순위로 베트남의 다른 전자신문 중에서 Yahoo!, 구글 및 구글 베트남에 이어 11위를 차지했다.

## 설립
VnExpress는 베트남 과학기술부가 지분을 가지고 있는 FPT 그룹에 의해 2001년 2월 26일에 설립되었다. 2001년 11월 25일 베트남 정보통신부에서 라이센스를 받았다. 본사는 하노이시 꺼우저이군 주이떤 거리 FPT 빌딩 5층에 자리를 잡고 있다.
편집장은 탕득탕이다.
VnExpress는 베트남에서 전통적인 신문지를 발행하지 않고, 처음부터 웹에 완전히 게시된 최초의 온라인 신문이다.